# Список серий аниме To Aru Kagaku no Railgun
Здесь представлен список серий аниме «To Aru Kagaku no Railgun» (と あ る 科学 の 超 電磁砲 (レ ー ル ガ ン), То Ару Кагаку но Рэ:руган, букв.«Некий научный Рейлган») - аниме-сериал, основанный на одноименной манге, которая сама по себе является спин-оффом романа, манги и аниме To Aru Majutsu no Index. Манга выпускается Dengeki Daioh, написана Кадзумой Камачи и иллюстрирована Мотои Фукуямой.
Продюсером аниме является J.C.Staff и режиссер Тацуюки Нагай, композиция серии - Сейши Минаками, музыка - Майко Юти, дизайн персонажей - Юичи Танака, а художественное оформление и звуковое оформление - Томонори Курода и Джин Акетагава соответственно. Аниме начало выходить в эфир на Tokyo MX со 2 октября 2009 года по 19 марта 2010 года, а днем позже было показано на Chiba TV, MBS, TV Saitama и TV Kanagawa. Первые 12 эпизодов следуют манге, с некоторыми изменениями и несколькими оригинальными аниме-эпизодами и персонажами, в то время как вторая половина серии представляет собой новый оригинальный сюжет, написанный Кадзумой Камачи.
С 7 февраля 2010 года были выпущены восемь сборников DVD, каждый из которых содержит по три эпизода и мини-роман «To Aru Majutsu no Index», написанный Кадзумой Камачи и иллюстрацией Хаймуры Киётаки, в котором Каори Канзаки играет главную роль. Пятиминутный бонусный эпизод был включен с Официальную серию выпущен 24 июля 2010 года. Затем 29 октября 2010 года был выпущен эпизод OVA.
Funimation лицензировала сериал в Северной Америке и выпустила сериал на DVD в апреле 2013 года.
Второй сезон аниме под названием A Certain Scientific Railgun S выходил в эфир с 12 апреля 2013 г. по 27 сентября 2013 г. и одновременно транслировался компанией Funimation, которая выпустила сериал на DVD в период с июля по август 2014 г. Еще одна визуальная книга, содержащая еще один бонусный эпизод, была выпущена 27 марта 2014 года.
Третий сезон под названием A Certain Scientific Railgun T был анонсирован, и его премьера состоялась 10 января 2020 года.

## Содержание
| Сезон | Сезон | Количество серий | Даты трансляции     | Даты трансляции       |
| Сезон | Сезон | Количество серий | Начало              | Конец                 |
| ----- | ----- | ---------------- | ------------------- | --------------------- |
|       | 1     | 24               | 2 октября 2009 года | 19 марта 2010 года    |
|       | 2     | 24               | 12 апрель 2013 года | 27 сентября 2013 года |
|       | 3     | 25               | 10 января 2020 года | 25 сентября 2020 года |

## Первый сезон
| № серии  | Заглавие | Трансляция в Японии  |
| -------- | --- | -------------------- |
| 1        | Электромастер «Erekutoromasutā» (電撃使い) | 2 октября 2009 года  |
| 2        | Когда работаешь в жару, пей больше воды «Entenka no Sagyō ni wa Suibun Hokyū ga Hissu desu no yo» (炎天下の作業には 水分補給が必須ですのよ) | 9 октября 2009 года  |
| 3        | Цель — Токивадай «Nerawareta Tokiwadai» (ねらわれた常磐台) | 16 октября 2009 года |
| 4        | Городские легенды «Toshi Densetsu» (都市伝説) | 23 октября 2009 года |
| 5        | Парочка новичков «Toaru Futari no Shinjin Kenshū» (とある二人の新人研修) | 30 октября 2009 года |
| 6        | Когда доходит до дела, все начинают действовать «Kō Iu Koto ni wa Minna Sekkyokuteki nan desu yo» (こういうことにはみんな 積極的なんですよ) | 6 ноября 2009 года   |
| 7        | Способности и силы «Nōryoku to Chikara» (能力とちから) | 13 ноября 2009 года  |
| 8        | Левел-стимулятор «Reberu Appā» (幻想御手) | 20 ноября 2009 года  |
| 9        | Мнение большинства «Majoriti Ripōto» (マジョリティ・リポート) | 27 ноября 2009 года  |
| 10       | Молчаливое большинство «Sairento Majoriti» (サイレント・マジョリティ) | 4 декабря 2009 года  |
| 11       | Доктор Кияма «Kiyama-sensei» (木山せんせい) | 11 декабря 2009 года |
| 12       | Импульс СНД «AIM Bāsuto» (AIM バースト) | 18 декабря 2009 года |
| 13       | Бикини подчеркивает верх и низ, а сплошной купальник «Bikini wa mesen ga jōge ni wakaremasu kedo wanpīsu wa karada no rain ga demasu kara hosoi kata shika niawanai desu yo» (ビキニは目線が上下に分かれますけど ワンピースは身体のラインが出ますから 細い方しか似合わないですよ) | 25 декабря 2009 года |
| 14       | Специальный семинар «Tokubetsu Kōshū» (特別講習) | 8 января 2010 года   |
| 15       | Скилл-аут «Sukiru Auto» (スキルアウト) | 15 января 2010 года  |
| 16       | Академ-Сити «Gakuen Toshi» (学園都市) | 22 января 2010 года  |
| 17       | Летние каникулы Цузури «Natsuyasumi no Tsuzuri» (夏休みのつづり) | 29 января 2010 года  |
| 18       | Хвойный лес «Asunaroen» (あすなろ園) | 5 февраля 2010 года  |
| 19       | Летний фестиваль «Seikasai» (盛夏祭) | 12 февраля 2010 года |
| 20       | Полтергейст «Porutāgaisuto» (乱雑開放) | 19 февраля 2010 года |
| 21       | Голоса «Koe» (声) | 26 февраля 2010 года |
| 22       | 6-й уровень (Тот, кто обретет силу богов, но останется в теле смертного) «Reberu Shikkusu (Kami Naranu mi ni te Tenjō no Ishi ni Tadoritsuku Mono)» (神ならぬ身にて天上の意志に辿り着くもの)                                                                                      | 5 марта 2010 года    |
| 23       | Что отражается в твоих глазах? «Ima, anata no me ni wa nani ga mietemasu ka?» (いま あなたの目には 何が見えてますか？) | 12 марта 2010 года   |
| 24       | Дорогие мои друзья «Dear my Friends» (Dear my Friends) | 19 марта 2010 года   |
| 13,5 Доп | Being a Photo Shoot Model Under the Sun Isn't Easy, You Know. «Entenka no Satsuei Moderu mo Raku Ja Arimasen wa ne.» (炎天下の撮影モデルも楽じゃありませんわね。) | 24 июля 2010 года    |
| OVA      | Since Misaka-san is the Center of Attention Right Now... «Misaka-san wa Ima Chūmoku no Mato desukara» (御坂さんはいま注目の的ですから) | 29 октября 2010 года |

## Второй сезон
| № серии | № серии | Заглавие | Трансляция в Японии   |
| ------- | ------- | --- | --------------------- |
| 25      | 1       | Рейлган «Rērugan» (超電磁砲) | 12 апрель 2013 года   |
| 26      | 2       | Способность «Критическая» «Kuritikaru» (寿命中断)                                                                               | 19 апреля 2013 года   |
| 27      | 3       | Проект «Радиошум» «Redio Noizu Keikaku» (超電磁砲量産計画)                                                                      | 26 апреля 2013 года   |
| 28      | 4       | Сестры «Shisutāzu» (妹達) | 3 мая 2013 года       |
| 29      | 5       | Проект «Переход на 6-й уровень» «Reberu Shikkusu Shifuto Keikaku» (絶対能力進化計画)                                            | 10 мая 2013 года      |
| 30      | 6       | Я... вижу вас всех «Atashi... Minna no Koto Miete Irukara» (あたし…みんなのこと見えているから)                                  | 17 мая 2013 года      |
| 31      | 7       | Я... хочу помочь тебе, дорогая сестра «Onee-sama no Chikara ni Naritai desu no» (お姉さまの力になりたいですの)                  | 24 мая 2013 года      |
| 32      | 8       | «Айтем» «Aitemu» (ITEM) | 31 мая 2013 года      |
| 33      | 9       | Навык отслеживания поля СНД «Ei Ai Emu Sutōkā» (能力追跡)                                                                       | 7 июня 2013 года      |
| 34      | 10      | Плавительница «Merutodaunā» (原子崩し)                                                                                          | 14 июня 2013 года     |
| 35      | 11      | Торговый автомат «Jidō Hanbaiki» (自動販売機)                                                                                   | 21 июня 2013 года     |
| 36      | 12      | Дерево диаграмм «Tsurī Daiaguramu» (樹形図の設計者)                                                                             | 28 июня 2013 года     |
| 37      | 13      | Акселератор «Akuserarēta» (一方通行)                                                                                            | 5 июля 2013 года      |
| 38      | 14      | Обещание «Yakusoku» (約束) | 12 июля 2013 года     |
| 39      | 15      | Тома Камидзё «Kamijō Tōma» (最弱)                                                                                               | 19 июля 2013 года     |
| 40      | 16      | Союз сестёр «Shimai» (姉妹) | 26 июля 2013 года     |
| 41      | 17      | Школьный кружок «Benkyō-kai» (勉強会)                                                                                           | 2 августа 2013 года   |
| 42      | 18      | Переезд «O Hikkoshi» (お引越し)                                                                                                 | 16 августа 2013 года  |
| 43      | 19      | Академическая выставка «Gakuentoshi Kenkyū Happyōkai» (学園都市研究発表会)                                                      | 23 августа 2013 года  |
| 44      | 20      | Фебри «Feburi» (フェブリ) | 30 августа 2013 года  |
| 45      | 21      | Подполье «Yami» (闇) | 6 сентября 2013 года  |
| 46      | 22      | УЧЕНЬЕ «STUDY» (STUDY) | 13 сентября 2013 года |
| 47      | 23      | На заре революции («Безмолвная вечеринка») «Kakumei Mimei» (革命未明)                                                           | 20 сентября 2013 года |
| 48      | 24      | Вечная вечеринка «Eternal Party» (Eternal Party)                                                                                | 27 сентября 2013 года |
| —       | Доп     | All the Important Things I Learned in a Bathhouse «Daiji na Koto wa Zenbu Sentō ni Osowatta» (大事なことはぜんぶ銭湯に教わった) | 27 марта 2014 года    |

## Третий сезон
| № серии | № серии | Заглавие | Трансляция в Японии   |
| ------- | ------- | --- | --------------------- |
| 49      | 1       | Сверхэсперы. 5 уровень «Chō-nōryoku-sha (Reberu Faibu)» (超能力者) | 10 января 2020 года   |
| 50      | 2       | Фестиваль Дайхасэй «Daihaseisai» (大覇星祭) | 17 января 2020 года   |
| 51      | 3       | Охота за шариками «Barūn Hantā» (バルーンハンター) | 24 января 2020 года   |
| 52      | 4       | Фальсификация «Kaizan» (改竄) | 31 января 2020 года   |
| 53      | 5       | Доверие «Shinrai» (信頼) | 7 февраля 2020 года   |
| 54      | 6       | Начало битвы «Kaisen» (開戦) | 14 февраля 2020 года  |
| 55      | 7       | Auribus oculi fideliores sunt «Auribus oculi fideliores sunt. (Miru koto wa kiku koto yori mo shinzuru ni ataisuru.)» (Auribus oculi fideliores sunt. 見ることは聞くことよりも信ずるに値する.) | 28 февраля 2020 года  |
| 56      | 8       | Рейлган и Ментализатор «Rērugan x Mentaru Auto» (超電磁砲x心理掌握) | 20 марта 2020 года    |
| 57      | 9       | Митори Кодзаку «Kōzaku Mitori» (警策看取) | 27 марта 2020 года    |
| 58      | 10      | Клон Долли «Kurōn Dorī» (才人工房) | 3 апреля 2020 года    |
| 59      | 11      | Вступление в войну «Sansen» (参戦) | 10 апреля 2020 года   |
| 60      | 12      | Экстериор «Ekusuteria» (外装代脳) | 17 апреля 2020 года   |
| 61      | 13      | SYSTEM «SYSTEM Kaminaranumi de Tenjō no Ishi ni Tadoritsuku Mono» (SYSTEM（神ならぬ身にて 天上の意志に辿り着くもの）)                                                                          | 1 мая 2020 года       |
| 62      | 14      | Удар Дракона «Doragon Sutoraiku» (竜王の顎) | 15 мая 2020 года      |
| 63      | 15      | Обещание «Yakusoku» (やくそく) | 22 мая 2020 года      |
| 64      | 16      | Ранжировщик снов «Dorīmu Rankā» (天賦夢路) | 24 июля 2020 года     |
| 65      | 17      | Предсказания «Dorīmu Rankā» (予知) | 31 июля 2020 года     |
| 66      | 18      | Бюсторост «Basuto Appā» (巨乳御手) | 7 августа 2020 года   |
| 67      | 19      | Ирония судьбы «Kien» (奇縁) | 14 августа 2020 года  |
| 68      | 20      | Ха де бра «Ha det bra» (Ha det bra) | 21 августа 2020 года  |
| 69      | 21      | Доппельгангер «Dopperugengā» (ドッペルゲンガー) | 28 августа 2020 года  |
| 70      | 22      | Мусорщики «Sukabenjā» (屍喰部隊) | 4 сентября 2020 года  |
| 71      | 23      | Одержимость «Hyōi» (憑依) | 11 сентября 2020 года |
| 72      | 24      | Рассеивание «Kakusan» (拡散) | 18 сентября 2020 года |
| 73      | 25      | Мои дорогие подруги «Watashi no, Taisetsu na Tomodachi» (私の, 大切な友達) | 25 сентября 2020 года |

## Спешлы
| 01 | MMR: Much More Railgun «MMR: Motto Marutto Rērugan» (MMR: もっとまるっと超電磁砲)                      | 7 февраля 2010 года |
| История первая: букв.«Поскольку издатель и продюсерская компания совпадают, с этой серией проблем нет.» (яп. 出版社と制作会社が同じなので、問題ないシリーズです。 Shubbansha to seisakukaisha ga onajinanode, mondainai shirīzudesu.). История вторая: букв.«Расстояние 10 см имеет смысл! Вы знаете?» (яп. 10cmの距離に意味があるんだ! 知ってるか? 10 Cm no kyori ni imi ga aru nda! Shitteru ka?). История третья: букв.«Когда я через долгое время увидел оригинальную историю ... Это была большая выпуклость. Мне было все равно, когда я был молод.» (яп. 久々に元ネタを見たら…結構、下膨れだったので。若い頃は気にしなかったんだけどね。 Hisabisa ni moto neta o mitara… kekkō, shimobukuredattanode. Wakai koro wa ki ni shinakatta ndakedo ne.). История четвёртая: букв.«Я думал, что мне это надоело, но я просто так мило выложил его ... » (яп. そろそろ飽きたなと思ったんですが、ついかわいくて出してしまいました… Sorosoro akita na to omotta ndesuga, tsui kawaikute dashite shimaimashita…). История пятая: букв.«Лично я предпочитаю Кинрю, но это история ... Кстати, я в последнее время не видел Ван Дамма. » (яп. 個人的には、金龍の方が好きなんですが、ネタなので…そういえば最近ヴァンダム見ないですね。 Kojin-teki ni wa, Kinryū no kata ga sukina ndesuga, netananode… sō ieba saikin vu~andamu minaidesu ne.). История шестая: букв.«Ветряные мельницы, Нидерланды, Германия? Я видела голландца в юбке, гуляющего группой в Кабукичо !! » (яп. 風車、オランダ、ドイツんだ? 歌舞伎町を集団で歩くスカート姿のオランダ人を見た!! Kazaguruma, Oranda, Doitsu nda? Kabukichō o shūdan de aruku sukāto sugata no Oranda hito o mita! !). | |                     |
| 02 | MMR II: Much More RailgunII «MMR II: Motto Marutto RēruganII» (MMR II: もっとまるっと超電磁砲II)       | 28 мая 2010 года    |
| История первая: букв.«Этот человек не совсем старый, не так ли? Я его никогда не видел, но он, должно быть, тот человек ... » (яп. あの人は本当に年をとらないですよね 生身を見たことはありませんが、きっとあのまんまの人に違いない… Ano hito wa hontōni toshi o toranaidesu yo ne namami o mita koto wa arimasenga, kitto ano manma no hito ni chigainai…). История вторая: букв.«Нет, это действительно удивительно. Жизнь такова, давайте попробуем атаковать еще раз, не падая духа. Что-то изменится в третий раз. » (яп. いや、本当に意外とそんなもんですよ人生って だからくじけないで再度アタックしてみよう 3回目くらいで何か変わるよきっと Iya, hontōni igaito son'na mondesu yo jinsei ttedakara kujikenaide saido atakku shite miyou 3-kai-me kurai de nanika kawaru yo kitto). История третья: букв.«Это правда, что если ты ешь лед, ты пойдешь с Кином? Я не буду ... Я понимаю васаби, это будет ~ » (яп. 氷食べたらキーンと来るって本当? 俺はならないけど…わさびはわかるあれはくるよね〜 Kōri tabetara kīn to kuru tte hontō? Ore wa naranaikedo… wasabi wa wakaru are wa kuru yo ne 〜). История четвёртая: букв.«Я придумал историю с олененком, но она не раздувается ... но я запишу ее здесь. » (яп. 小鹿のバンリってネタを思い付いたんですが、ふくらまず…でもせっかくなんで、ここに書きとめておく Kojika no banri tte neta o omoitsuita ndesuga, fukuramazu… demo sekkakunande, koko ni kakitomete oku). История пятая: букв.«Старение, падающая рождаемость и проблемы накапливаются, Япония А пока давайте двигаться вперед, давайте делать детей !! » (яп. 高齢化、少子化と問題は山積みです、日本 とりあえずけっこん、子作り、みんな前向きに進んでみよう!! Kōrei-ka, shōshika to mondai wa yamadzumidesu, Nihon toriaezu kekkon,-ko-tsukuri, min'na maemuki ni susunde miyou! !). История шестая: букв.«Простите, господин ○○, я не обиделась, просто у меня не было материала.» (яп. すいません○○さん 悪気はないんです ネタが無かっただけなんです 気苦労がたえませんね Suimasen ￮￮-san warugi wa nai ndesu neta ga nakatta dakena ndesu kigurō ga taemasen ne). История седьмая: букв.«Я долго ходил в Такуясу. Осьминог все еще большой и вкусный! Магазин Окадзаки теперь главный !?» (яп. 久々に蛸安へ行った 相変わらずタコがでかくて美味いっす! 岡崎店が本店に!? Hisabisa ni takoyasu e itta aikawarazu tako ga dekakute umaissu! Okazaki mise ga honten ni! ?). История восьмая: букв.«Сладкий порошок, который иногда выходил во время обеда (не могу назвать название продукта), был хорош, правда? Я купил его, когда стал взрослым! Пью губи! Взрослые прекрасны ~ » (яп. 給食の時、時々出てきた甘い粉（商品名は言えない）うまかったよね? 大人になってからハコ買い!グビ飲み! 大人って素晴らしい〜 Kyūshoku no toki, tokidoki detekita amai kona (shōhin-mei wa ienai) umakatta yo ne? Otona ni natte kara Hako-gai! Gubi nomi! Otona tte subarashī 〜). История девятая: букв.«Какое нижнее белье носит женщина - загадка… Эта милая девушка такая провокационная… Вроде!» (яп. 女性ってどんな下着付けてるかミステリーなわけですよ かわいいあの娘がこんな挑発的な…いいね! Josei tte don'na shitagi tsuke teru ka misuterīna wakedesu yo kawaī ano musume ga kon'na chōhatsu-tekina… ī ne!). История десятая: букв.«Стена - это стена, но таинственная стена. В прошлом она была популярна, не так ли? » (яп. 壁は壁でも謎の壁 昔、流行ったよね これ系の Kabe wa kabe demo nazo no kabe mukashi, hayatta yo ne kore-kei no). | |                     |
| 03 | MMR III: Much More RailgunIII «MMR III: Motto Marutto RēruganIII» (MMR III: もっとまるっと超電磁砲III) | 24 июля 2013 года   |
| История первая: букв.«Я думал, что это что-то, что я где-то видел, но я делал это с Шаной. Извините, я заметил это при изготовлении. Что ж, это хорошо, потому что монтажник такой же, как и продюсерская компания. » (яп. どこかで見たネタだなぁと思ったらシャナたんでやってましたね。すいません、作ってる途中で気づきました。まあ制作会社と担当編集が同じなのでいいよね。 Doko ka de mita netada nā to omottara Shana tan de yattemashita ne. Suimasen, tsukutteru tochū de kidzukimashita. Mā seisakukaisha to tantō henshū ga onajinanode ī yo ne.). История вторая: букв.«Курс английского, которым вы действительно можете пользоваться » (яп. 本当に使える英語講座 Hontōni tsukaeru eigo kōza). | |                     |
| 04 | MMR IV: Much More RailgunIV «MMR IV: Motto Marutto RēruganIV» (MMR IV: もっとまるっと超電磁砲IV)       | 27 ноября 2013 года |
| История первая: букв.«Где сейчас черная кошка? » (яп. あの時の黒猫さんは何処へ? Ano toki no kuro neko-san wa doko e?). История вторая: букв.«Расскажи мне! Почему вы чувствуете себя лучше, когда едите черепах с мягким панцирем? » (яп. 教えて!れーるがん! スッポンを食べると何故元気になるの? Oshiete! Re ̄ru gan! Suppon o taberu to naze genki ni naru no?). История третья: букв.«Школьный город в опасности! Из космоса ~ » (яп. 学園都市、危うし!宇宙からの〜 Gakuentoshi, ayaushi! Uchū kara no 〜). | |                     |

### Комментарии
1. 1 2  Названия всех серий на русском даны в версии Netflix[6].
2. ↑  Эта серия впервые была показана на канале CBC.
3. ↑  9 августа 2013 года, вместо серии, в эфир вышел, 22 минутный превью фильма «Gekijouban Toaru Majutsu no Index: Endymion no Kiseki».
4. ↑  Названия всех серий на русском даны в версии Crunchyroll.[7]